# Vliegtuiggeneratie
Vliegtuigen worden ingedeeld naar generatie op basis van de periode waarin ze ontworpen zijn, en op basis van de technologie die in het vliegtuig is toegepast. De oudste typen vallen in generatie 1.

## Definitie
- generatie 1 – een ontwerp en technologie van voor 1965, bijvoorbeeld DC-8, Fokker F27, Boeing 707.
- generatie 2 – modernere technologie dan de eerste generatie, van eind jaren zestig en zeventig, bijvoorbeeld, Airbus A300, Boeing 727/737-100 en -200/ Boeing 747-100,-200 en, DC-9, DC-10.
- generatie 3 – recenter ontwerp, na 1980, en uitgerust met elektronische cockpit, terrain avoidance systems, bijvoorbeeld Fokker 50/70/100, Airbus A320/330/340, Boeing 747-400/757/767/777.
- generatie 4 – recenter ontwerp, na 1988, en uitgerust met fly-by-wire, bijvoorbeeld Airbus A380/Boeing 787/Embraer ERJ 145/Bombardier C-serie

In 2002 was 95% van alle toestellen die Schiphol aandeden, van generatie 3 en slechts 0,03% van de oudste generatie.

## Toepassing
De vliegtuiggeneratie wordt bijgehouden in ongevalsstatistieken, teneinde gerichte verbeteracties op basis van trendonderzoek mogelijk te maken.
Omdat vliegtuigen van vergelijkbare omvang maar van oudere generaties meer brandstof gebruiken, en (veel) meer geluidshinder veroorzaken dan types van de vierde generatie is de indeling in generaties onder andere een eenvoudig middel om te sturen op zuiniger, en stillere vliegtuigen. Door de tariefstelling voor generatie 1- en 2-toestellen bijzonder ongunstig te maken is Schiphol er bijvoorbeeld in geslaagd om de vloot die dit vliegveld aandoet, te "vernieuwen". Dit is zichtbaar in het zeer hoge percentage generatie 3-vliegtuigen dat op Schiphol landt.